# Лисенков, Александр Аркадьевич
Александр Аркадьевич Лисенков (род. 2 июля 1956, Ленинград) — специалист в области физики плазмы и вакуумных плазменных технологий, кандидат технических наук (1994).

## Биография
В 1983 году окончил Ленинградский электротехнический институт им. В. И. Ульянова (Ленина) (сейчас — Санкт-Петербургский государственный электротехнический университет «ЛЭТИ» им. В. И. Ульянова (Ленина) по специальности «Электронные приборы».
С 1998 года работает в Институте проблем машиностроения РАН.

## Вклад в науку
С 1984 года занимается исследованиями, связанными с вакуумной плазменной технологией на основе дугового разряда. По результатам исследовательских процессов генерации потоков металлической плазмы, управлял их движением и осаждением положительно заряженного компонента им разработанного и созданы разнообразные типы вакуумных дуговых источников плазмы. Применительно к ним отработаны технологические процессы по нанесению покрытий. Результаты работ внедрены на промышленных предприятиях страны1.
А. А. Лисенков автор более 100 научных трудов, в том числе 12 авторских свидетельств и патентов на изобретения. Разработанные с его участием устройства не раз экспонировались на международных выставках.

## Награды
- Государственная премия Российской Федерации в области науки и техники за создание научных основ, разработок и внедрение новых технологий, оборудования и материалов в производство мощных генераторных ламп (2000).